# Dialogue Raisina
 (avril 2025).
Le Dialogue Raisina est une conférence multilatérale annuelle qui se tient à New Delhi, en Inde, depuis 2016. Le Dialogue Raisina est un événement phare de l’Inde dans l'affirmation de son rôle géopolitique et géoéconomique. La conférence est organisée par l'Observer Research Foundation (ORF) en partenariat avec le ministère indien des Affaires étrangères. La 10e édition du dialogue Raisina a eu lieu du 17 au 19 mars 2025, en présence notamment du Premier ministre indien Narendra Modi et du Premier ministre néo-zélandais Christopher Luxon. 
Son nom est tiré de la colline de Raisina, un quartier de New Delhi qui abrite les bâtiments gouvernementaux les plus importants de l'Inde. 